# Iréne Matthis
Iréne Margareta Matthis Göthe, ursprungligen Svensson, född 11 februari 1940 i Stockholm, är en svensk psykoanalytiker, feminist och författare. 
Matthis blev medicine kandidat 1961, medicine licentiat 1969 och specialist i psykiatri 1974. Hon blev medlem av Svenska psykoanalytiska föreningen 1977, utbildningsanalytiker 1982 och handledare i psykoanalys 1987. Hon tjänstgjorde vid Långbro sjukhus 1970–1976 och var privatpraktiserande psykoanalytiker från 1972, på heltid från 1976. Efter att ha blivit medicine doktor vid Umeå universitet 1997 blev hon docent i klinisk neurovetenskap och tilldelades professors namn 2002.
Matthis var ordförande i Clarté i Stockholm 1960–1962, Clarté i Lund 1962–1963 och Svenska Clartéförbundet 1964–66. Hon var medgrundare av Grupp 8 1968. Hon var styrelseledamot i Svenska psykoanalytiska institutet 1977–81 och lärare där från 1977. Hon var sommarpratare i Sveriges Radio P1 den 13 juli 1993. 
Matthis var gift första gången 1960–1962 med Sköld Peter Matthis, andra gången från 1962 med Ove Strand som avled 1963 och tredje gången 1966–1983 med docent Tomas Gerholm. Hon är mor till Moa Matthis.